# Post-punk
Post-punk – styl w obrębie muzyki rockowej, wywodzący się z muzyki punk, będący skutkiem poszukiwań artystycznych zespołów z tego kręgu; efektem tego stało się wyjście poza dość wąskie ramy gatunku. 
Zespoły punkowe (w szczególności brytyjskie) wczesnego okresu, takie jak Sex Pistols, Ramones czy The Damned, zakładały dużą prostotę, wręcz prymitywność wykonywanej muzyki. Z czasem formuła taka zaczęła się jednak wyczerpywać, niektóre zespoły rozpoczęły wzbogacanie stylistyki punk o elementy zaczerpnięte z krautrocka, dubu, reggae, funku, muzyki eksperymentalnej, etnicznej i innych gatunków muzycznych. Czerpano również z muzyki zespołów protopunkowych i amerykańskich pionierów punk rocka, takich jak Television czy Suicide.
Ścisłe zdefiniowanie pojęcia post-punk jest niemożliwe. Dodatkowy problem sprawia rozgraniczenie post-punka od nowej fali. Obecnie niektórzy krytycy muzyczni używają tego terminu dla scharakteryzowania muzyki zespołów takich jak Interpol czy Yeah Yeah Yeahs, których twórczość wykazuje podobieństwa do stylistyki post-punk.
Problem określenia istoty stylu obrazuje poniższy przegląd grup muzycznych, określanych jako zespoły post-punkowe lub czerpiących z tej stylistyki. Część z nich uważa się bowiem za czołowych przedstawicieli lub wręcz twórców innych gatunków muzycznych.

## Przedstawiciele

### Na świecie
- Bauhaus
- The Birthday Party
- The Clash
- The Cure
- Depeche Mode
- U2
- Devo
- Echo & the Bunnymen
- The Fall
- Franz Ferdinand
- Gang of Four
- This Heat
- Interpol
- Joy Division
- Killing Joke
- Kino
- Molchat Doma
- Magazine
- The Mekons
- Mission of Burma
- Noctivagus
- Pere Ubu
- The Pop Group
- Public Image Ltd
- The Raincoats
- Siouxsie and the Banshees
- Sonic Youth
- Talking Heads
- Television Personalities
- Violent Femmes
- Wire

### W Polsce
- Apteka
- Aurora
- Brygada Kryzys
- Klaus Mitffoch
- Kolaboranci
- Kult
- Lech Janerka
- Los Trabantos
- Republika
- Siekiera
- Tilt